# Salzwasserintrusion
Mit dem Begriff Salzwasserintrusion (Intrusion, Substantiv von lat. Verb intrudere ‚hineinstoßen‘) wird das Eindringen von Salzwasser in küstennahe Süßwasser-Aquifere bezeichnet. Dieser Vorgang spielt sich wegen des Dichteunterschieds von Salz- und Süßwasser auf natürliche Weise an fast allen Küsten ab, die an das Meerwasser angrenzen. Ebenfalls auf natürliche Weise können Sturmfluten die Intrusion von Salzwasser in küstennahe Bereiche verursachen. In vielen Fällen wird dieser Vorgang darüber hinaus heute durch Grundwasser-Förderung aus küstennahen Brunnen erzeugt oder durch den Bau von Schifffahrtskanälen verursacht. Die Kanäle bieten dem Salzwasser eine Möglichkeit, mit Süßwasser in Küstenebenen in Berührung zu kommen.
Seit 1996 wurde man vielerorts auf das Phänomen aufmerksam, dass – umgekehrt – Grundwasser großen Einfluss auf die Wasserqualität von Küstengewässern haben kann. Weniger die Schüttung seltener, punktueller Quellen, als das diffuse Einsickern von Nitraten und Ammonium in das Küstengewässer erschwert die empirische Verifizierung, aber: „[…], das Eindringen von nährstoffreichem Grundwasser in Küstengewässer kann signifikant zur Eutrophierung und schädlichen Algenblüte beitragen.“

## Auswirkungen auf das Trinkwasser
Wenn Grundwasser durch Entnahme schneller entfernt wird, als es nachfließen kann, wird der Grundwasserspiegel abgesenkt. Diese Absenkung verringert den hydrostatischen Druck. Geschieht dies in der Nähe einer Meeresküste, so wird der unterirdische Zufluss von Wasser aus dem Meer möglich, und das Grundwasser wird mit Salzwasser verunreinigt. Dieser Vorgang spielt sich heute in zahlreichen Küstenorten ab, zum Beispiel in den Küstenstaaten der Vereinigten Staaten.

## Hydrologie
Salzwasserintrusion ist in vielen Grundwasserkörpern in der Nähe des Ozeans auch in nicht durch Grundwasserentnahme gestörtem Zustand ein normaler Vorgang. Das Salzwasser hat eine höhere Dichte als das Süßwasser, so dass der Druck unter einer Salzwassersäule etwas höher ist als unter einer gleich hohen Süßwassersäule. Falls der Grundwasserkörper und der Salzwasserkörper miteinander verbunden sind, führt dies in der Tiefe zu einem Wasserfluss vom dichteren (Salzwasser) zum weniger dichten (Süßwasser) Medium, bis die Druckverhältnisse ausgeglichen sind.
Dieser landwärts gerichtete Ausgleichsfluss von Salzwasser ist beschränkt auf Gebiete in der Nähe der Küste. Weiter landeinwärts ist der Stand des Grundwassers höher, da die Landoberfläche dort in der Regel höher ist, so dass der höhere Druck des Süßwassers dort ausreicht, dem landwärts gerichteten Druck des Salzwassers zu widerstehen. Der höhere Wasserstand des Süßwassers weiter landeinwärts erzeugt darüber hinaus eine ozeanwärts gerichtete Strömung im oberen Teil des Aquifers. An der Land-Meer-Grenze fließt so im höheren Teil des Aquifers Süßwasser meerwärts, im unteren Teil befindet sich Meerwasser im hydrostatischen Gleichgewicht mit dem darüberliegenden Süßwasser. Die Salzwasserintrusion ist somit keilförmig.
Die Entnahme von Süßwasser aus dem Aquifer stört dieses Gleichgewicht dadurch, dass sie den Druck des Süßwassers verringert, so dass Salzwasser landwärts vordringt. Dies kann dazu führen, dass das Salzwasser die Entnahmestellen erreicht, so dass diese Brackwasser fördern und für Trinkwasser- oder Bewässerungszwecke nicht mehr brauchbar sind. Zur Verhinderung solcher Effekte wird das Grundwasser in Küstennähe in vielen Ländern intensiv überwacht, und der Fluss des Grundwassers wird durch numerische Modelle eingeschätzt.

## Die Ghijben-Herzberg-Gleichung

Die Abbildung zeigt die Ghyben-Herzberg-Beziehung (siehe auch Formel im Text), dabei ist h die Mächtigkeit der Süßwasserzone über dem Meeresspiegel und Z die Mächtigkeit unterhalb des Meeresspiegels.

Nachdem der Franzose Joseph Du Commun das Prinzip 1828 in einem Aufsatz erstmals beschrieben hatte, wurde die physikalische Formel zur Berechnung der Salzwasserintrusion unabhängig voneinander 1888/89 von den beiden holländischen Militärs J. Drabbe und Willem Badon Ghyben (1845–1907, auch Willem Badon Ghijben geschrieben) sowie 1901 vom deutschen Zivilingenieur Alexander Herzberg (1841–1912) veröffentlicht. Sie entwickelten dabei analytische Lösungen zur möglichst gut angenäherten Beschreibung des Verhaltens von intrudierendem Salzwasser, basierend auf einer Reihe von Annahmen, welche allerdings nicht in allen Fällen zutreffen.
Die von ihnen gefundene Formel wird als Ghijben-Herzberg-Gleichung bezeichnet, vereinzelt auch als DGH-Effekt. Der Effekt folgt dem archimedischen Prinzip.
Die Abbildung verdeutlicht die Formel: {\displaystyle z={\frac {\rho f}{(\rho s-\rho f)}}h}; dabei stehen
- {\displaystyle h}: für die Höhe des Süßwassers oberhalb des Meeresspiegels
- {\displaystyle z}: für die Höhe des Süßwassers unterhalb des Meeresspiegels

Die beiden Werte {\displaystyle h} und {\displaystyle z} sind über ihre jeweiligen Dichten {\displaystyle \rho f} (Süßwasser: 1,0 Gramm pro Kubikzentimeter (g/cm³) bei 20 °C) und {\displaystyle \rho s} (Salzwasser: 1,025 g/cm³) verbunden.
Die Gleichung kann auf den Ausdruck {\displaystyle z\ =40h} vereinfacht werden.
In dieser Form zeigt die Ghijben-Herzberg-Gleichung, dass in einem nicht begrenzten Aquifer jedem Meter Süßwasser oberhalb des Meeresspiegels eine Wassersäule von 40 m unterhalb desselben entspricht – ähnlich der Erscheinung eines im Salzwasser schwimmenden Eisbergs, wo jeweils auch nur ein Bruchteil seiner Masse sichtbar ist.
Die Modellierung mittels Computer erlaubt heutzutage die Anwendung numerischer Methoden (im Allgemeinen die Methode der Finite Differenzen oder der Finiten Elemente), die besser an die spezifischen Verhältnisse eines Standortes angepasst sind.

## Modellierung von Salzwasserintrusion
Die Modellierung von Salzwasserintrusion ist aus mehreren Gründen schwierig. Typische Probleme bei der Modellierung sind:
- das Vorkommen von Spalten und Klüften im wasserführenden Gestein. Ihr Vorhandensein oder Fehlen hat großen Einfluss auf das Eindringen von Salzwasser, ihre Größe und Raumlage ist jedoch nicht genau bekannt.
- das Vorkommen von unterschiedlichen hydraulischen Eigenschaften im kleinen Maßstab. Sie haben möglicherweise ebenfalls einen großen Einfluss auf das Verhalten des Aquifers, können jedoch aufgrund ihrer geringen Ausdehnung nicht vom Modell erfasst werden.
- die Änderung der hydraulischen Eigenschaften durch die Salzwasserintrusion. Eine Mischung aus Salz- und Süßwasser ist oft untersättigt in Bezug auf Calcium, löst in der Mischungszone die Lösung von Calcium aus und ändert so die hydraulischen Eigenschaften.
- der als Kationenaustausch bekannte Prozess, der Vordringen und Rückzug von Salzwasser bremst, und genaue Berechnungen schwierig macht.
- die Tatsache, dass eine Salzwasserintrusion normalerweise in Bewegung ist, also nicht im Gleichgewicht, erschwert die Kontrolle der Modellierungsätze mit Daten zum Wasserstand oder den Pumpraten.
- bei Langzeit-Modellierungen ist die langfristige Entwicklung des Klimas nicht bekannt. Die Modelle reagieren jedoch zum Beispiel empfindlich auf Änderungen des Meeresspiegels und der Rate der Grundwasserneubildung, deren Änderung nach heutigem Wissensstand nicht genau vorhersehbar sind.

## Verhinderung von Salzwasserintrusionen an Schleusen

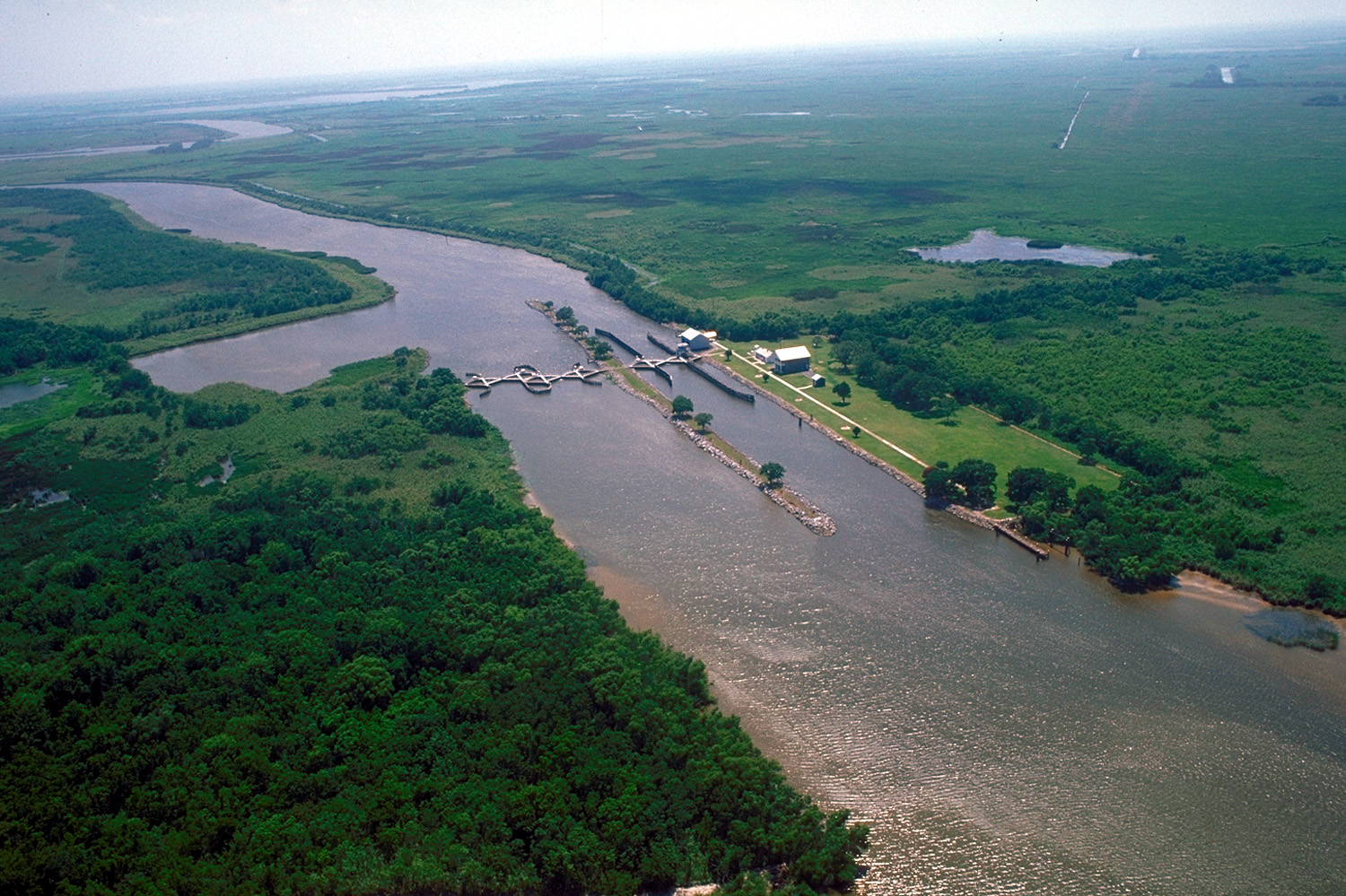
Schleusen der Catfish Pond-Kontrollstruktur (Schleuse) am Mermentau River im küstennahen Louisiana

Salzwasserintrusion kann im Bereich von Schleusen ein Problem sein, an denen Salzwasser auf Süßwasser stößt. Spezielle Schleusen wie etwa die Hiram M. Chittenden Locks in Washington werden mit einem Sammelbecken ausgestattet, aus dem das aus den Schleusen abgepumpte Salzwasser gesammelt wird und in den salzführenden Teil des Gewässers zurückgepumpt werden kann. An den Hiram M. Chittenden Locks wird darüber hinaus ein kleiner Teil des Salzwassers zur Fischtreppe gepumpt, um diese für flussaufwärts wandernde Fische attraktiver zu machen.
In IJmuiden in den Niederlanden besteht die gleiche Problematik. Der von dort zum Hafen von Amsterdam führende Nordseekanal hat die meiste Zeit ein Niveau unterhalb des Wasserspiegels der Nordsee. Auch wenn nur ein geringer Schleusenhub von 20 Zentimeter besteht wird bei fast jeder Schleusung Salzwasser in den Kanal eingeleitet. Bei der 2022 in Betrieb gehenden neuen Seeschleuse IJmuiden mit einer 500 Meter langen und 70 Meter breiten Schleusenkammer dringen dabei rund 10.000 m³ Nordseewasser ein, die etwa 40 LKW-Ladungen Salz entsprechen. Damit das Salzwasser mit seiner größeren Dichte möglichst schnell wieder abgeführt werden kann, soll eine Stauwand im parallel zur Schleuse liegenden Spülkanal eingezogen werden. Der Kanal führt das überschüssige Wasser aus der Landentwässerung ab. Unterhalb der 70 Meter breiten Wand wird eine vier Meter hohe Öffnung verbleiben, damit das Salzwasser mit seiner größeren Dichte möglichst schnell in die Nordsee zurück fließen kann.

## Gebiete mit aktiver Salzwasserintrusion
Aktive Salzwasserintrusion findet in vielen Küstengebieten der Erde statt. Beispiele für Problemgebiete in Bezug auf die Wasserversorgung finden sich etwa in Benin, auf Zypern, in Marokko, Pakistan, Tunesien oder am Golf von Bohai in China.
In den Vereinigten Staaten von Amerika sind unter anderem Küstenstriche von Florida und Georgia mit z. B. dem Chicot-Aquifer, einem Teil des Golfküsten-Aquifers, die Umgebung von San Leandro in Kalifornien sowie das Gebiet des Lake Pontchartrain in Louisiana betroffen.